# Ի

Իとի

筆記体

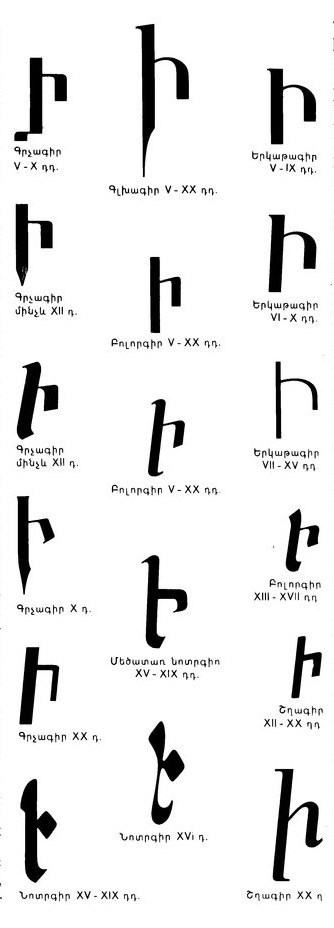
Իとիの様々な書体

Ի, ի（アルメニア語: ինի、発音はini）は、アルメニア文字の11番目の文字である。405年ごろにメスロプ・マシュトツによって作成されたと見られる。

## 使用
東アルメニア語・西アルメニア語では非円唇前舌狭母音[i]を表す。ラテン文字化する時は「I」と記す。記数法では20を表す。
文法上では-իがほとんどの名詞の属格語尾である（Հայաստան → Հայաստանի）。
古典アルメニア語にあった二重母音の「իւ」はソ連時代および現行のアルメニア共和国の正書法での文字の整理により、「յու」と書くようになっている（ազատութիւն → ազատություն）。なお、この二文字は西アルメニア語では「իւ」のままだが、発音は語尾および母音の前で[iv]、その以外で単母音の円唇前舌め広めの狭母音[ʏ]となっている。

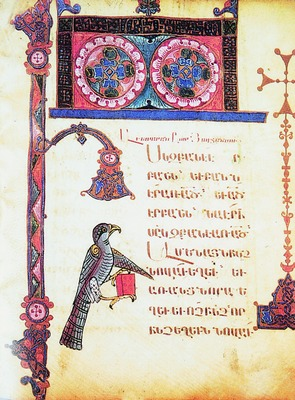
1232年の大文字「Ի」
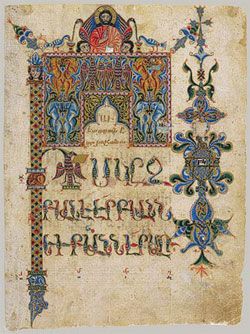
14世紀の大文字「Ի」

## 書体

## 符号位置
| 文字 | Unicode | JIS X 0213 | 文字参照        | 備考 |
| ---- | ------- | ---------- | --------------- | ---- |
| Ի    | U+053B  | -          | &#x53B; &#1339; |      |
| ի    | U+056B  | -          | &#x56B; &#1387; |      |